# 太田村 (埼玉県北埼玉郡)
太田村（おおたむら）はかつて埼玉県北埼玉郡に属した村。現在の行田市東部、国道125号沿線にあたる。
村役場は現在の太田公民館の位置にあった。

## 地理
- 河川：見沼代用水（星川）、旧忍川、長野落、小針落
- 池沼：小針沼

## 沿革
- 1889年（明治22年）4月1日 - 町村制の施行により、小針村・若小玉村・下須戸村が合併して太田村が発足。真名板村・藤間村・関根村と太田組合村を結成し、組合役場を大字下須戸に設置。
- 1901年（明治34年）10月15日 - 太田組合村を解消。真名板村・藤間村・関根村を編入し[1]、改めて太田村が発足。
- 1957年（昭和32年）3月31日 - 行田市に編入[1]。同日太田村廃止。

## 交通

### 道路
- 国道125号

## 出身著名人
- 田島竹之助 - 篤農家・貴族院多額納税者議員
- 田島英三 - 放射線物理学者